# Iacopo di Breganze

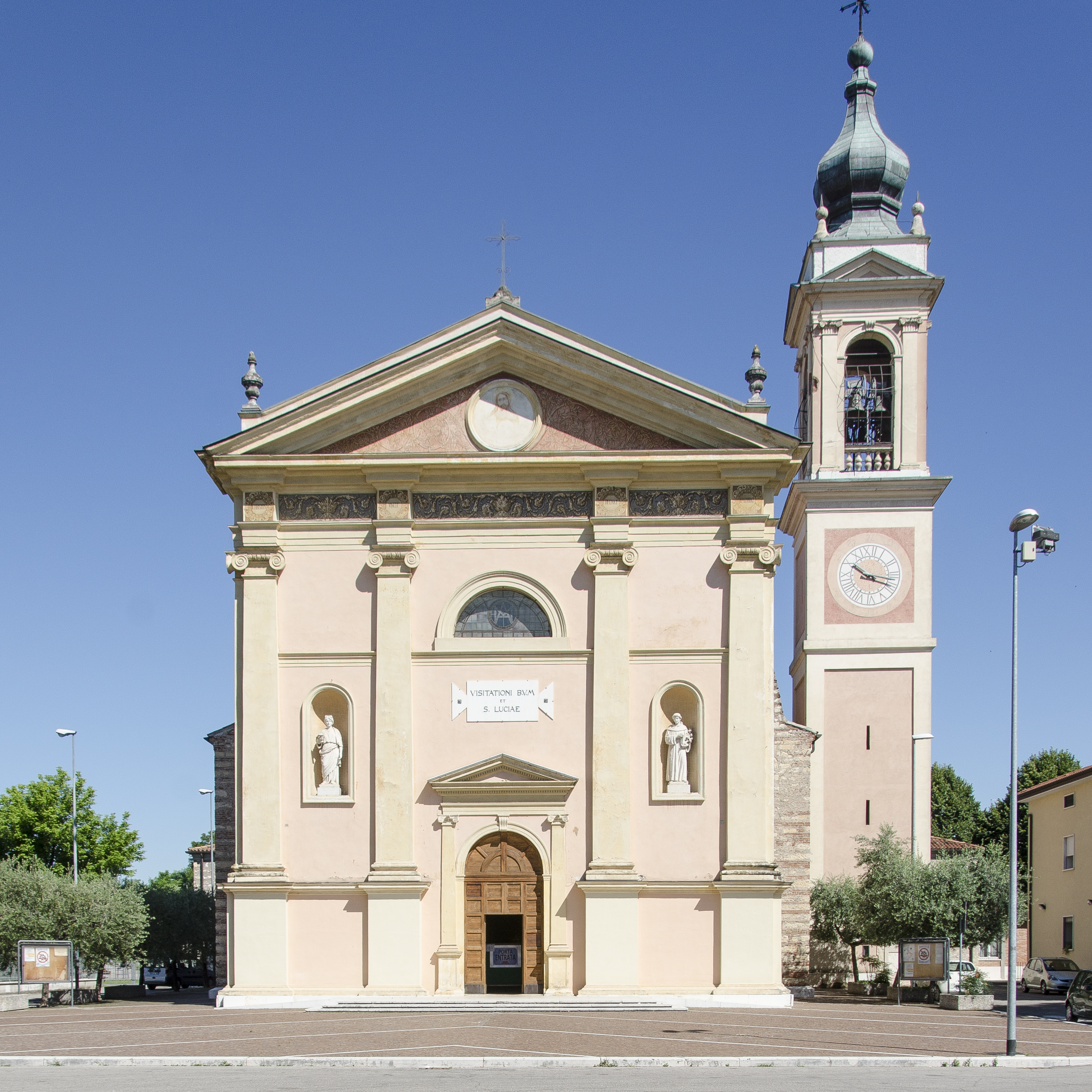
Verona, Chiesa di Santa Lucia

Iacopo di Breganze (... – Brescia, 1254) è stato un vescovo cattolico italiano.

## Biografia
Venne eletto vescovo di Verona nel 1225 da papa Onorio III in sostituzione di Alberto, deposto. 
Nel 1225 scoprì il corpo di San Teodoro durante l'apertura di un sepolcro nella cattedrale cittadina. Il suo vescovato fu caratterizzato dalle lotte tra guelfi e ghibellini, fazione questa che prevalse in Verona con Ezzelino da Romano. Nel 1252 autorizzò la costruzione della Chiesa di Santa Lucia in sostituzione della precedente, mentre si trovava a Mantova, per sfuggire alle ire di Ezzelino. La nuova chiesa e il convento furono rasi al suolo nel 1260, probabilmente durante le scorrerie dell'esercito guidato da Ezzelino; la chiesa venne essere ricostruita tra il 1309 e il 1319 insieme al monastero.
Morì nel 1254 a Brescia, forse qui relegato da Ezzelino.